# 上田自由大学

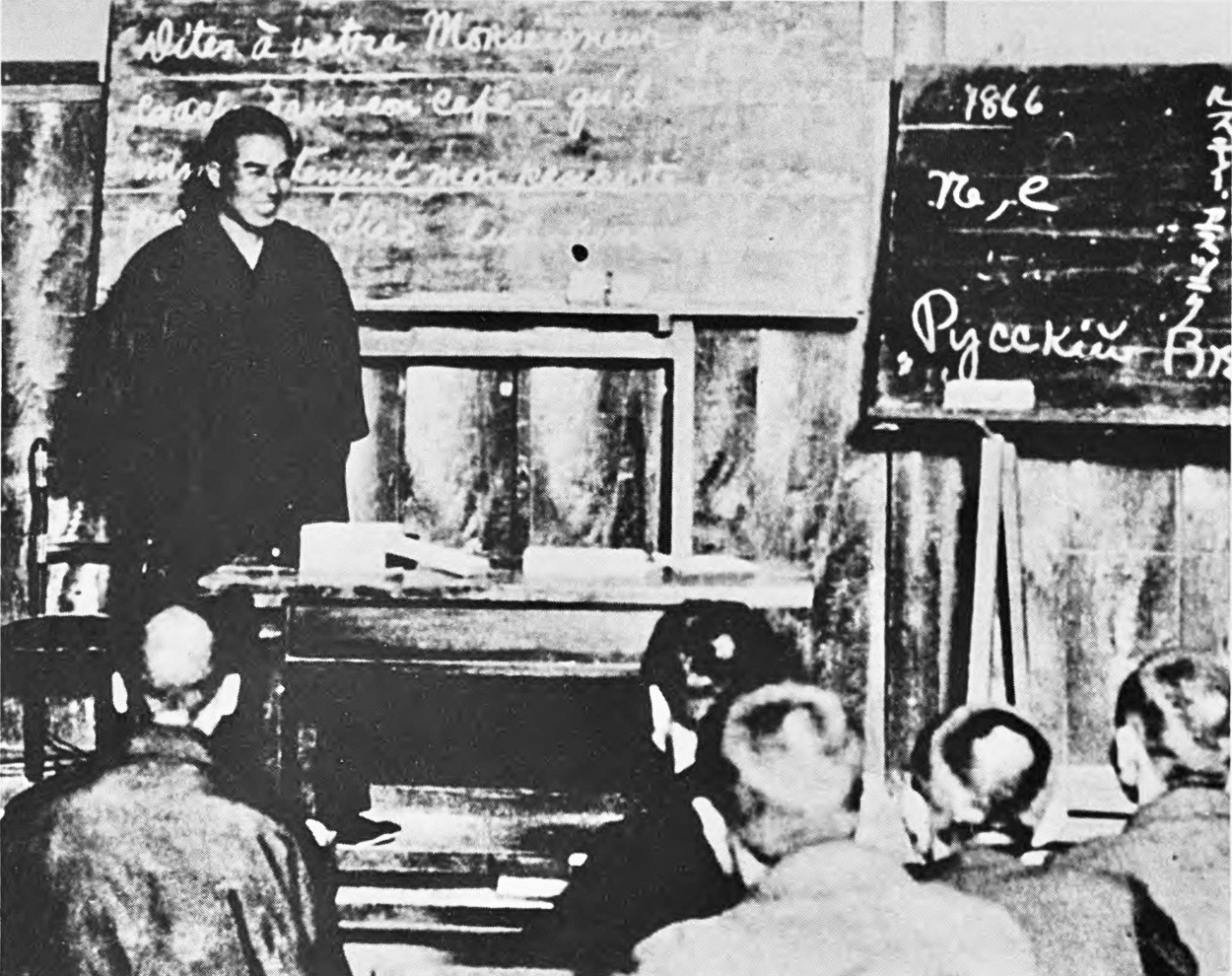
上田自由大学の講義風景。講師は高倉輝。

上田自由大学（うえだじゆうだいがく）は、1920年代初めから30年代初めにかけて、長野県上田市・小県郡地域の青年たちが起こした民衆による地域文化の創造と変革を求める自由教育運動である。
この地域で創造的に生きようとしていた金井正・山越脩蔵・猪坂直一という3人の青年たちと、新しい文化運動の実現に意欲を示していた在野の哲学者である土田杏村との人間的な交流の中から生み出された。

## 歴史
金井と山越は、神川村の富裕な蚕種製造農家の青年で、哲学に関心を持ち、特に金井は、1916年、哲学講習会に費用の大半を負担して西田幾多郎を招き、さらに山越とともに山本鼎の提唱する農民美術運動と自由画教育運動に協力していった。また、山越は、1920年5月の総選挙で普通選挙を要求する檄文を村民に配布するとともに、普選推進のための講演を土田杏村に依頼する。この地域では、山越や猪坂をはじめ民本主義に共鳴していた上田周辺の青年たちが集まり、20年10月に「人類ノ自己実現」と「現代日本ノ正当ナル改造」を目標に掲げた信濃黎明会を結成し、普通選挙運動と軍備縮小運動を展開した。
土田の講演は、彼が病気であったため実現せず、1920年9月に哲学講習会として実現する。土田は、このときのことを「青年Ｙ（山越）から、吾々農民が哲学の講義を聞きたいから来てくれと言ったので、私は農民と哲学と余りにその対照が面白いので、その秋出張することにしました。そして哲学の初歩手ほどきのようなものを致しました」と書いている。土田の講演は好評を博し、翌1921年2月に再び哲学講習会を開いた。山越は、この講習会の成功から、さらに視野を広げて、哲学だけでなく広く人文・社会科学系の学問を学ぶ、民衆自身による学習機関をつくる必要性を土田に提起していく。土田は京都にあって、新しい学習運動の実現に意欲を示し、山越と書簡を往復しながら、その具体化を図っていった。土田は、上田からの熱心な問いかけに応えて、みずから「信濃自由大学趣意書」を起草している。その趣意書は1921年7月に一般に公開されたが、設立の趣旨を次のように書いている。「学問の中央集権的傾向を打破し、地方一般の民衆が其の産業に従事しつゝ、自由に大学教育を受くる機会を得んが為めに、綜合長期の講座を開き、主として文化的研究を為し、何人にも公開する事を目的と致します」。この趣意書からも知られるように、自由大学は、日々の生産活動に従事する民衆の立場から近代日本の教育体系を批判し、新しい形態の民衆の学習機関を創造しようとするものであった。そして信濃自由大学は1921年8月に設立をみる（1924年2月に上田自由大学と改称）。
信濃自由大学は、1921年11月、上田市横町の神職合議所を会場に、恒藤恭の「法律哲学」で始まった。22、3歳から60歳くらいまでの聴講者50名余りが集まったが、その姿を見て、講師の恒藤は、”一種悲壮な感”にうたれたという。京都に帰ってから恒藤は、聴講者たちに宛てた手紙の中で、「真理と自由とに向かって熱烈な欲求をもっている人々と、それを取り巻いている簡素な、うす汚い建物の内部との対照がその建物の中にはいった瞬間に、私の眼にはっきりと映じた為ではなかったらうか」と書いている。
上田自由大学の講座の開講時期は、農村青年の時間的な余裕を考慮して、いわゆる農閑期、だいたい10月から翌年3月までとし、聴講料は聴講者が1講座3円程度を負担し、人文科学系の講座を中心に、1講座平均5日間、1日平均約3時間の講義を行っている。講師には、法律哲学の恒藤恭をはじめ、哲学概論の土田杏村・佐竹哲雄、文学論のタカクラ・テル、哲学史の出隆・谷川徹三、社会学の新明正道、仏教学の金子大栄、社会思想史の波多野鼎、政治学の今中次麿、心理学の大脇義一、社会政策論の松沢兼人など、学問の分野でも新しい機運を代表する人々が招かれた。その講義内容は、どの講師も普通の大学での講義と同様なものを講義していたと考えられており、現存する筆記ノートによればかなり高度であったことが知られる。今中次麿は「私の一番嬉しいのは私が学校に於けると同じい自由を与えられ同一程度の講義をしたにも係はらず御諒解下すった御様子を見出たことであります」と語っている。また自由大学1週間の講義は大学1年間の講義に匹敵したといわれ、第2期に出講した山口正太郎は、「大阪商大の一年分の講義が五日目に終ってしまって、あわてて宿屋で翌日の講義の準備」をしたというエピソードも残っている。
聴講者は、1講座当たり40名で、比較的富裕な中農層の農村青年と小学校教員が多かったが、なかには少数ながら芸妓や女教師など女性の参加も見られた。自由大学では、聴講者と講師とは学問への情熱によって結ばれ、たとえば、恒藤恭は「寒さにひきしまった空気の中に、静けさがみち渡り、あかるくたのしげに輝く電燈の下に、聴講の方々の熱のこもった瞳をみひらいて、じっと聴講して下さるのを眺めながら、私は時間のうつるのを気付かないでしゃべりました」と語り、出隆は「毎晩三時間あまりはみっちり講義をすることができたし、またその講義の前後にも、社務所に泊まりこみの熱心な青年もあって、いろいろ話し合ったが、みんな自分の気持ちをむきだしに話す真剣で実直な人々だった」と回想している。自由大学の講師の中で最も人気のあったタカクラ・テルは、別所温泉に移住し、病気の土田の後を継いで自由大学を指導していった。
上田で始まった自由大学の試みは、各地に反響をよび、長野県・新潟県その他の地方都市や農村に波及していった。各地の自由大学は主に土田杏村の人的交流のなかから生まれていった側面が強いが、具体的には、長野県内では下伊那郡飯田町に伊那自由大学、松本市に松本自由大学、新潟県では北魚沼郡堀之内村に魚沼自由大学、南魚沼郡伊米ヶ崎村に八海自由大学、群馬県前橋市に群馬自由大学などが設立され、それぞれ地域民衆の学習運動としての足跡を残していった。また、宮城県・京都府・青森県・兵庫県などでも自由大学設立の動きが見られた。自由大学が各地に設立されるにともない、1924年8月には各地の自由大学の連絡機関として自由大学協会が上田につくられ、1925年1月からは猪坂直一が発行兼編集者となって機関誌『自由大学雑誌』が刊行された。このように自由大学運動は、全国各地に波及していく1924年に高揚期を迎えたが、しかしその頃から、当時の青年をめぐる社会的・文化的状況と無関係ではあり得なくなり、外在的にも内在的にもある種の亀裂に当面せざるを得なくなっていた。そり1つは、土田杏村の構想する自由大学の理念が批判を受けるようになったことである。
上田自由大学でも、1925年頃からさまざまの運営上の困難に直面するようになった。特に聴講者の減少にともなう財政上の困難は、自由大学の経営に大きな影響を与えた。この地域の養蚕業の停滞と不安定の傾向の継続にともなって 自由大学の聴講料は青年にとって負担となり、聴講者は減少し始めたのである。また、自由大学の講義内容が人文科学系の学問に偏っていることへの批判に加え、自由大学に熱心であった講師の海外留学による講師難、タカクラ・テルと猪坂直一との間の亀裂など問題が重なり、1926年3月以降、ついに講座の中断を余儀なくされた。
それから2年後、農村不況が深刻化する中で、この地域でも農民運動が活発化し、1928年4月には上小農民組合連合会が結成された。このような状況の下で青年たちは現状打破に動き始め、小県郡連合青年団はしだいに急進化し、青年団自主化運動や青年訓練所廃止運動、電灯料値下げ運動などさまざまな社会的実践を進めていった。この青年団の幹部の人たちによって自由大学が再建される。1928年2月に自由大学の再建を呼びかける手紙には「地方文化開拓の為には唯一の機関たるこの大学の閉鎖は地方民衆の此上もない不幸損失であるといふのでその復活を希望する人達が少なくありません」と述べられたが、その運営の中心に立ったのは、猪坂直一・山越脩蔵にかわって、青年団の幹部、山浦国久・堀込義雄らの青年たちであり、それに全面的に協力したのがタカクラ・テルであった。
再建された自由大学では、1928年にタカクラと三木清、1929年にタカクラの講義がもたれ、上小農連の井沢譲や井沢国人らタカクラとともに農民組合運動に関わった貧農層の青年たちも聴講するようになった。青年たちは、自由大学に自らの社会的実践の「思想的な根拠を求め」たといわれ、「自由大学に、知識より分析を多く要求するようにな」ったといわれる。すでに土田杏村は健康上の事情もからんで自由大学の運営に直接関わることはなかったが、上田自由大学でも土田の自由大学理念を批判的に継承する動きが見られるようになった。しかし、この上田自由大学も、その大きな柱であったタカクラが、1929年3月の山本宣治の死を契機に共産主義者への傾斜を強め、活動の重点を農民運動に移し、「北信左翼論壇の暁将」として官憲当局の厳しい監視を受けるようになった。しかも1930年の大恐慌によって、上田・小県地域の養蚕農家は壊滅的な打撃を受け、聴講者である農村青年層の経済的基盤が崩され、実際に2円ないし3円の聴講料を払って自由大学の講義を聴きにいく青年もほとんどいなくなった。そして1930年1月、安田徳太郎の「精神分析学」の講義が最後の講義となり、1931年には自然消滅した。

## 沿革
- 1921年 信濃自由大学として開校
- 1924年 上田自由大学と改称
- 1931年 廃校（自然消滅）

## 関連文献
- 長野県『長野県史』 第8巻 (近代 2)、長野県史刊行会〈通史編〉、1971年。doi:10.11501/9540710。全国書誌番号:89061305。
- 小林利通『日本近代史の地下水脈をさぐる : 信州・上田自由大学への系譜』梨の木舎〈教科書に書かれなかった戦争〉、2000年。doi:10.11501/12397829。ISBN 4816600035。NDLJP:12397829。
- 長野大学『上田自由大学とその周辺』郷土出版社〈長野大学からの二十一世紀メッセージ〉、2006年。ISBN 4876638330。 NCID BA78187683。全国書誌番号:21080490。
- 米山光儀「上田自由大学の理念と現実 : タカクラ・テルの教育的営為」『慶応義塾大学大学院社会学研究科紀要 : 社会学心理学教育学』第21巻、慶應義塾大学大学院社会学研究科、1981年、11-19頁、CRID 1050845762337142528、ISSN 0912-456X。